# Донка Константинова
Донка Константинова е българска художничка.

## Биография
Донка Костадинова е родена на 27 декември 1894 г. в Сливен. Тя е сестра на българския писател Константин Константинов. След завършване на основното си образование в родния си град през 1909 г. се премества в София, където специализира в Националната художествена академия, където учители и стават майсторите на изкуството Цено Тодоров, Стефан Иванов и Иван Мърквичка. Между 1916 и 1919 г. специализира в художествените ателиета към Художествената академия в София, а след това между 1925 и 1926 г. учи в Париж. През 1919 г. тя е сред един от първите членове на Дружеството на независимите художници. Членува и в Дружеството на новите художници, основано през 1931 г. Умира на 26 февруари 1973 г. в София. Приживе, си заедно с брат си, завещават творчеството си на градския архив и галерията на град Сливен.

## Творчество
Художественото творчество на Константинова е богато. Тя създава множество пейзажи, натюрморти, масло и пастели, портрети и автопортрети, интериори и други.
Участва в изложбата на Южно-българските художници и в изложбата на Независимите художници в София. През 20-те години на XX век се включва още в изложбите „Копнеж“, „Скръб“, „Безразличие“ и „Хризантеми“, а през 30-те продължава участието си в изложбите на независимите художници и в тази на Дружеството на жените-художнички в България. Сред най-известните и портрети са тези на нейния брат Константин Константинов, завършен през 1927 г., както и на и Людмил Стоянов през 1942 г.
Илюстрира много от произведенията на своя брат, най-известната сред които е Приказки за тебе, както и на авторите Сирак Скитник и Гео Милев.
Донка Константинова е наградена с Дамски кръст – ІІІ степен през 1938 г.